# Autostrada A25 (Italia)

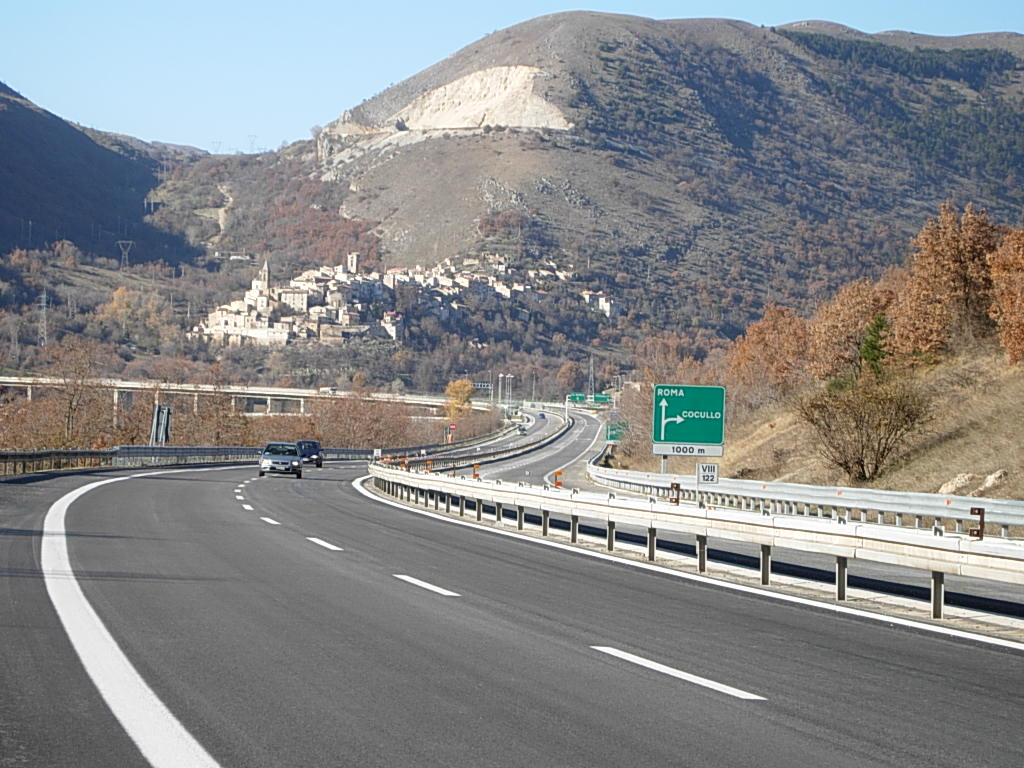
L'autostrada nei pressi dello svincolo di Cocullo

L'autostrada A25  collega l'autostrada A24 presso lo svincolo direzionale di Torano di Borgorose, al confine tra Lazio e Abruzzo, all'autostrada A14 a Villanova di Cepagatti, nei pressi di Pescara. La sua gestione, unitamente a quella della A24, è di Strada dei Parchi.
Nonostante la revoca anticipata da parte del Governo Italiano della concessione delle due autostrade a Strada dei Parchi nell'agosto del 2022 con successione pro-tempore ad Anas, a partire dal 1º gennaio 2024 la gestione è rientrata nuovamente a Strada dei Parchi a seguito dalle letture delle sentenze e dalle ipotesi infondate da parte del Governo.
Quasi interamente compresa in Abruzzo, all'infuori delle poche decine di metri iniziali nel Lazio, attraversa perpendicolarmente l'Appennino abruzzese fino al mare Adriatico.

## Storia
Tra i caselli di Villanova e nei pressi di Manoppello vi erano 2 barriere liquidate agli inizi degli anni 90.
L'apertura dell'autostrada avvenne in diverse fasi per le diverse tratte:
- Torano - Avezzano il 14 settembre 1969
- Manoppello (via S. Tinozzi) - A14 il 12 dicembre 1970
- SS 5 (km. 206,3) - Manoppello il 28 luglio 1973
- Alanno-Scafa - SS 5 il 1º gennaio 1975
- Torre de' Passeri-Casauria - Alanno-Scafa il 27 maggio 1976
- Avezzano - Aielli-Celano il 30 settembre 1976
- Bussi-Popoli - Torre de' Passeri-Casauria il 31 dicembre 1977
- Aielli-Celano - Cocullo il 6 maggio 1978
- Cocullo - Bussi-Popoli il 7 agosto 1978

## Percorso

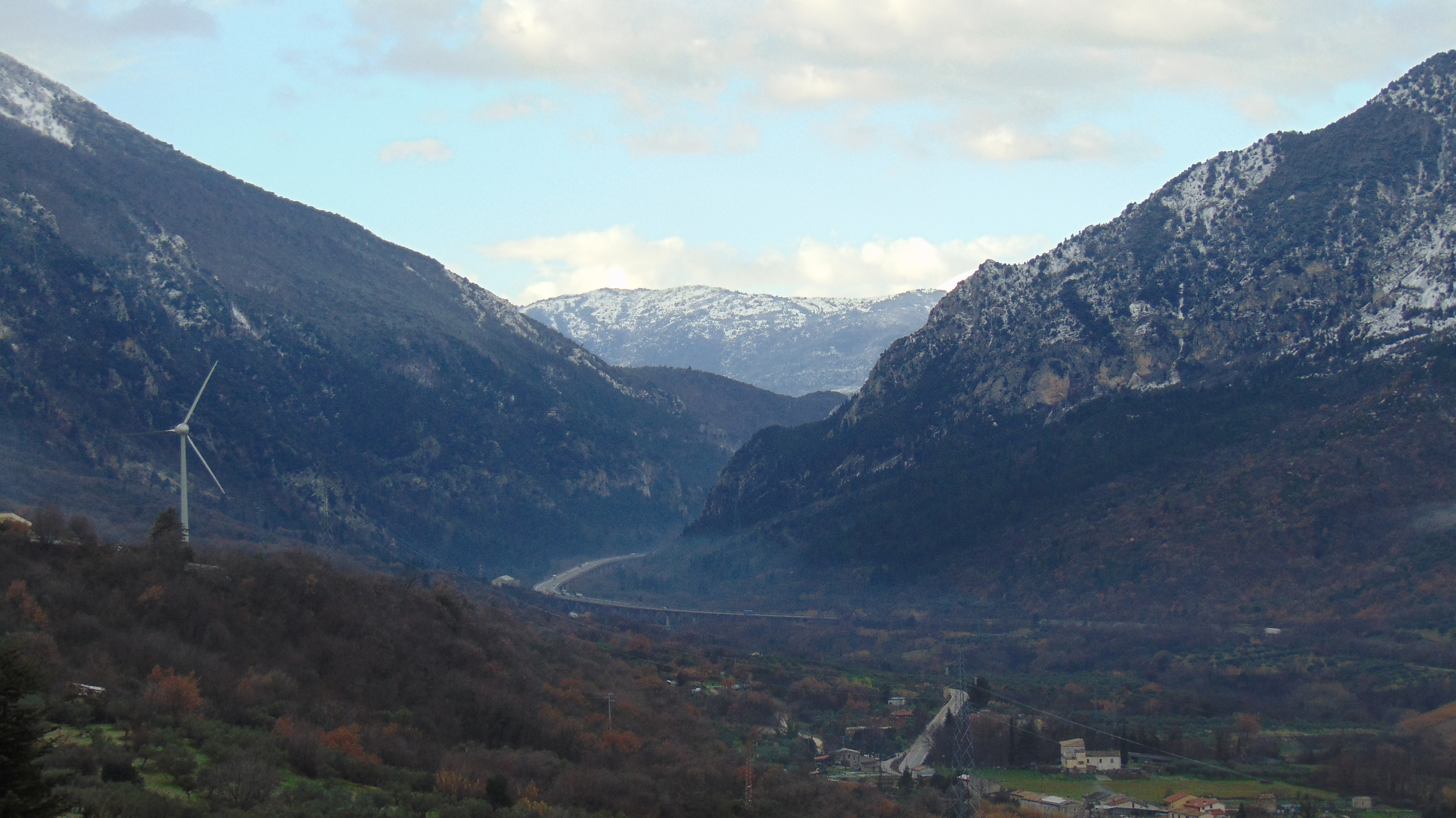
Le Gole di Popoli attraversate dall'autostrada

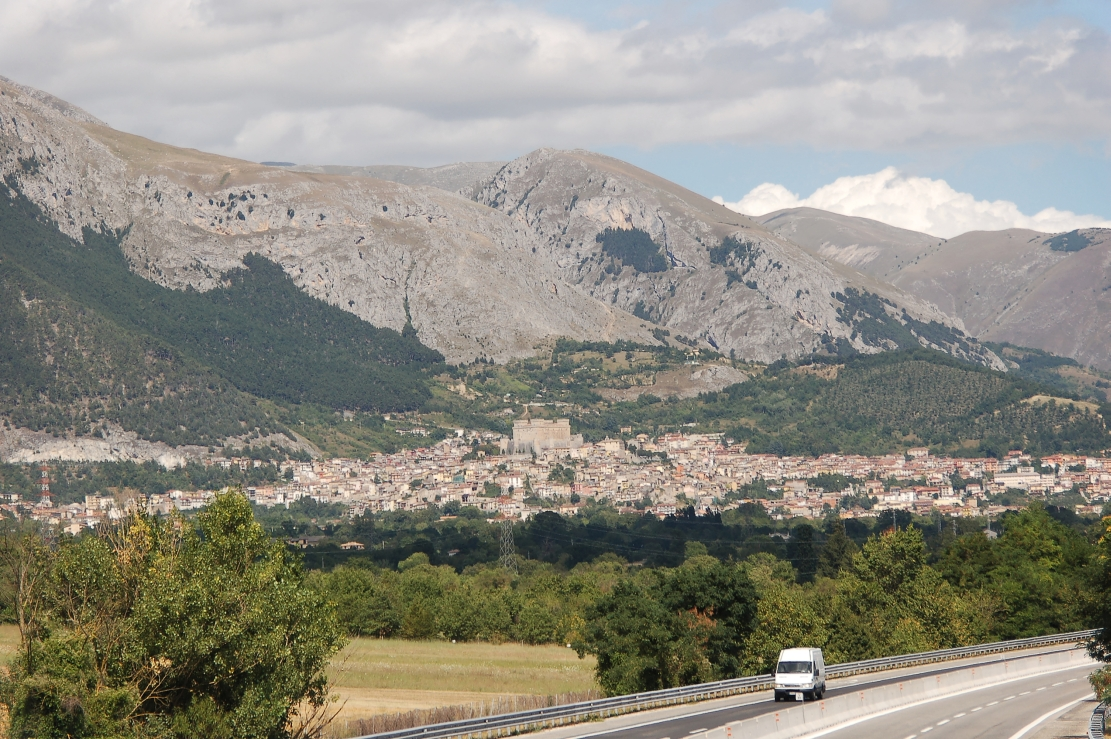
L'autostrada nei pressi di Celano

Si dirama dall'autostrada A24 nei pressi dello svincolo direzionale di Torano, attraversa la Marsica percorrendo i piani Palentini e la piana del Fucino. Superati i territori comunali di Avezzano, Celano e Pescina oltrepassa l'appennino abruzzese tramite la galleria San Domenico, lunga circa quattro chilometri, e giunge nell'area di Pratola Peligna-Sulmona nella valle Peligna. Superate le gole di Popoli l'autostrada attraversa la Val Pescara, e dopo aver superato i territori di Chieti e Cepagatti si innesta sull'autostrada A14 dopo circa due chilometri dallo svincolo di Villanova, nei pressi di Pescara.
La sua lunghezza totale è di 115 chilometri, e le uniche due aree di servizio distano 92 chilometri una dall'altra, essendo posizionate a circa dieci chilometri dall'inizio e dalla fine del percorso autostradale. Sulla segnaletica, il chilometraggio comincia dal chilometro 72, ovvero il numero dei chilometri percorsi dall'A24 da Roma fino allo svincolo direzionale di Torano.

### Tabella percorso
| TORANO - PESCARA Autostrada dei Parchi |                                                                        |      |      |           |                |
| Tipo                                   | Svincolo                                                               | ↓km↓ | ↑km↑ | Provincia | Strada Europea |
|                                        | Roma - L'Aquila                                                        | 0    | 115  | RI        |                |
|                                        | Area di servizio "Monte Velino"                                        | 10   | 104  | AQ        |                |
|                                        | Magliano de' Marsi                                                     | 11   | 103  | AQ        |                |
|                                        | Avezzano Sora - Cassino                                                | 16   | 98   | AQ        |                |
|                                        | Aielli - Celano                                                        | 29   | 85   | AQ        |                |
|                                        | Pescina                                                                | 37   | 77   | AQ        |                |
|                                        | Cocullo                                                                | 48   | 66   | AQ        |                |
|                                        | Pratola Peligna - Sulmona dell'Appennino Abruzzese ed Appulo-Sannitico | 64   | 50   | AQ        |                |
|                                        | Bussi - Popoli della Valle del Tirino - L'Aquila                       | 77   | 37   | PE        |                |
|                                        | Torre de' Passeri - Casauria                                           | 84   | 30   | PE        |                |
|                                        | Alanno - Scafa ex Caramanico Terme                                     | 93   | 21   | PE        |                |
|                                        | Manoppello                                                             | 98   | 16   | PE        |                |
|                                        | Area di servizio "Brecciarola"                                         | 102  | 12   | CH        |                |
|                                        | Chieti Pescara                                                         | 104  | 10   | PE        |                |
|                                        | Villanova                                                              | 113  | 1    | PE        |                |
|                                        | Bologna - Taranto                                                      | 115  | 0    | PE        |                |

## Lavori e progetti
- È prevista la realizzazione di una nuova area di servizio nei pressi dello svincolo Pratola Peligna-Sulmona, per dimezzare l'eccessiva distanza tra quelle esistenti.
- Il 3 aprile 2014 è stata aperta la nuova uscita Manoppello, tra le uscite di Alanno - Scafa e Chieti, per servire l'Interporto D'Abruzzo e la normale viabilità.[8]
- Nel 2014 l'azienda che gestisce l'arteria ha presentato la proposta al ministero dell'economia della variante dell'autostrada per migliorare i tempi di percorrenza che ridurrebbe il tracciato di circa 17 chilometri attraverso la realizzazione di tre tunnel a doppia canna tra le aree di Roviano e del Sirente-Velino con la modifica di una parte del tracciato, escludendo le attuali uscite di Pratola Peligna-Sulmona, Cocullo e Pescina.[9] I progetti di variante sono stati tuttavia bloccati nel 2016 dal ministero delle Infrastrutture e dei Trasporti[10], sostituiti da estesi lavori di manutenzione straordinaria del tracciato esistente[11]